# Häkelgalonmaschine
Häkelgalonmaschine (engl.: crochet machine) ist eine Kettenwirkmaschine mit einem Schusseintragungssystem.

## Wirkwerkzeuge und Maschenbildung an der Maschine

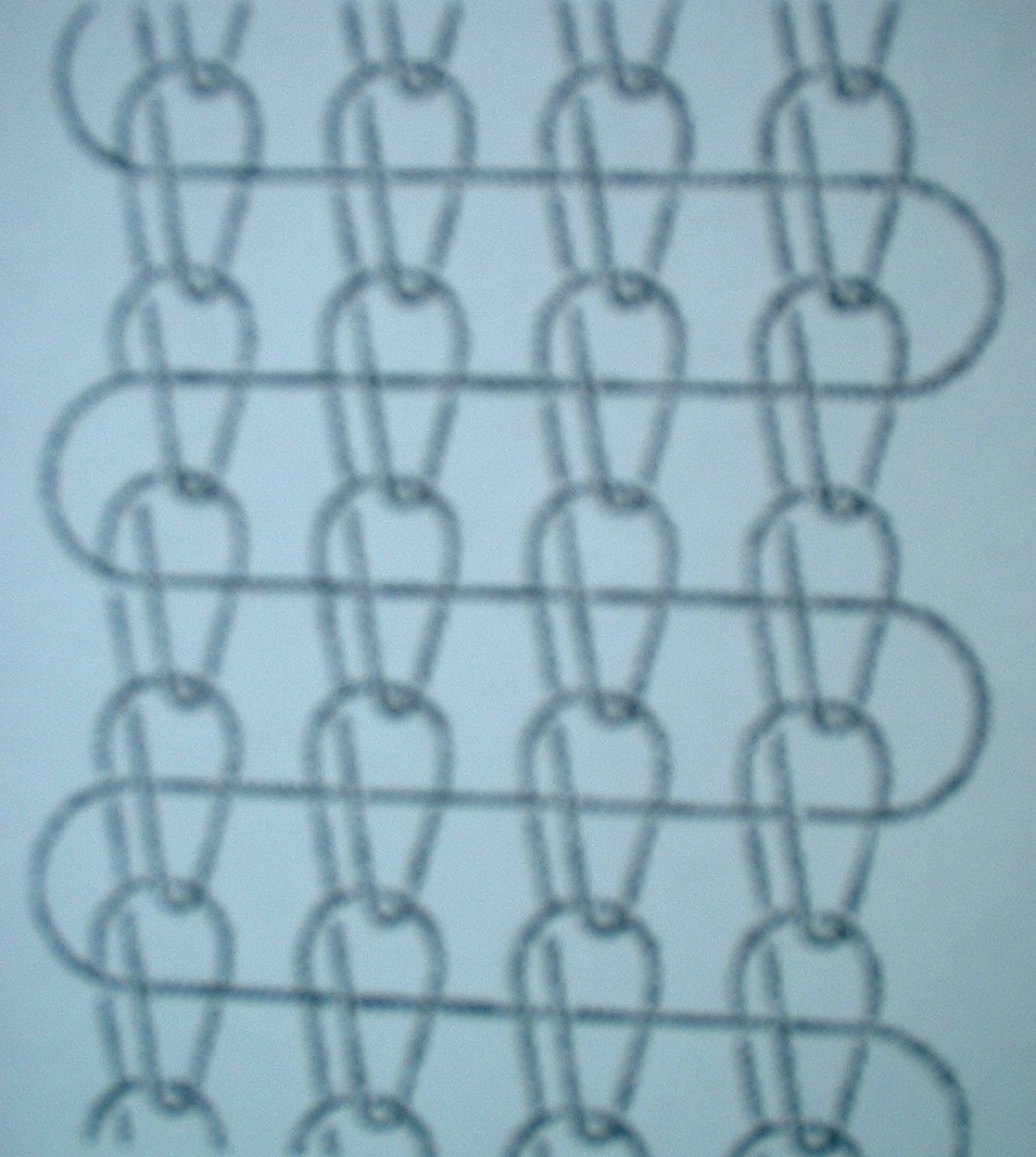
Häkelgalongewirk: Maschenstäbchen verbunden mit einem Schussfaden

Wirknadeln (auch Häkelnadeln genannt) sind geradlinig angeordnet und nur gemeinsam in horizontaler Richtung beweglich. Waagerecht zu den Wirknadeln sind in einer Legeschiene mit Dreh- und Seitenbewegungen Lochnadeln befestigt. Die Lochnadeln bringen bei jeder Maschinenumdrehung einzelne Kettfäden zu den Wirknadeln. Über den Nadeln befinden sich an einer Stange mit Horizontal- und Versatzbewegung Schussfadenführer mit der Funktion, die vom Spulengatter abgezogenen Schussfäden rechtwinklig zu den Kettfäden unter die Nadeln zu legen.
Das Gewirk entsteht so, dass ein Schussfaden in geschlossene Fransen aus Kettfäden in folgenden Schritten eingeflochten wird:
1. Die Schussfadenleger legen die Schussfäden auf die Kette, die sich unter die Wirknadeln befindet.
2. Der Kettfadenlegebarren steigt und hakt die Kettfäden in die Nadelköpfe ein.
3. Die Nadeln bewegen sich rückwärts, alte Maschen werden abgeschlagen und um den

Schussfaden bilden sich gleichzeitig neue Fransen.
Die Fransen bilden separate Stäbchen, die durch die Schussfäden oder (bei entsprechender Maschinenausstattung) auch miteinander verbunden werden. Durch variable Bewegung (Versätze) der Schussfadenführer können im Gewirk auch Muster entstehen.

## Ausstattung der Häkelgalonmaschinen
Moderne Maschinen sind in der Regel für bestimmte Warenarten spezialisiert. Sie können mit bis zu 16 Legeschienen ausgestattet sein, die Anzahl der Schussfadenführer richtet sich nach der vorgesehenen Warenbreite. Die Bewegung der Wirkelemente wird entweder mechanisch oder elektronisch gesteuert.
Die Nadelfeinheit liegt zwischen 4 und 10 / cm, bei Maschinenbreiten von 40 bis 310 cm können zum Beispiel bis 48 Kordeln parallel hergestellt werden. Es werden bis 300 Maschenreihen in der Minute gebildet.

## Verwendung der Maschine
Die geläufigsten Erzeugnisse sind Bänder, Bordüren, Kordeln, Posamente und (kleine) Vorhänge. Bekannt ist auch die Verwendung für technische Zwecke.

## Hersteller
- Stöckermann (Treuchtlingen in Bayern)